# Əlibəyqışlaq
Əlibəyqışlaq är en ort i Azerbajdzjan.   Den ligger i distriktet Quba Rayonu, i den nordöstra delen av landet, 160 km nordväst om huvudstaden Baku. Əlibəyqışlaq ligger 500 meter över havet och antalet invånare är 881.
Terrängen runt Əlibəyqışlaq är platt åt nordost, men åt sydväst är den kuperad. Trakten är tätbefolkad. Närmaste större samhälle är Quba, 6,3 km söder om Əlibəyqışlaq. 